# Barbecue
Pour les articles homonymes, voir Barbecue (homonymie).

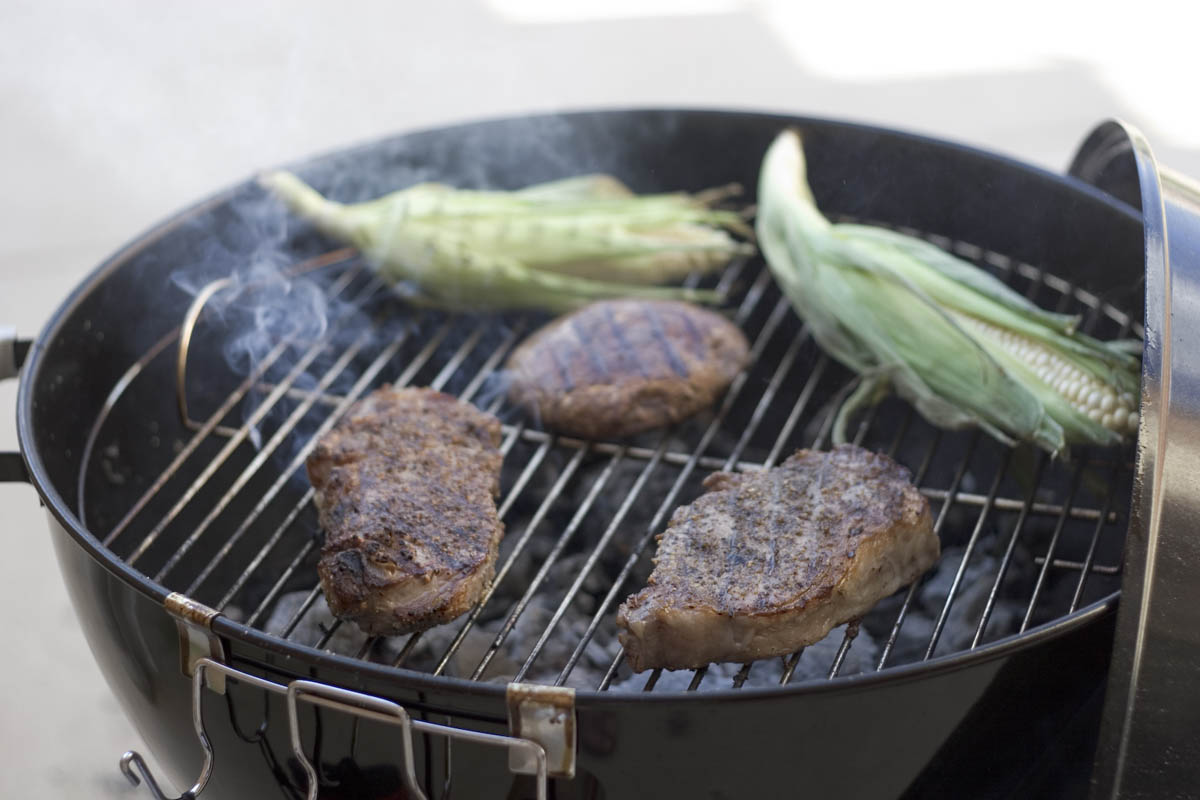
Cuisson de nourriture sur un barbecue au charbon de bois.

Le barbecue (souvent abrévié en BBQ) est un appareil de cuisson d'extérieur possédant une source de chaleur et une grille ou une broche permettant d'y faire cuire les aliments. La nourriture ainsi préparée est aussi appelée « grillade ». La cuisson est en principe réalisée en plein air.
Par métonymie, le terme barbecue est également utilisé pour désigner un repas, souvent festif, au cours duquel on se sert de cet appareil de cuisson. 

## Origine

Restaurant américain de barbecue, « Dallas BBQ ».

Le terme apparaît dans la langue française dans les années 1950, par emprunt à l'anglais américain barbecue.
L’étymologie retenue par les linguistes est la suivante : « barbecue » vient, via l'hispano-américain barbacoa, d'un mot arawak désignant une claie en bois servant à rôtir ou fumer la viande,,. Barbecue est attesté en anglais depuis 1697 (formes anciennes : barbecu, barbacot, barbicue).

## Catégories de barbecues
Il existe plusieurs sortes de barbecues :
- les barbecues à combustion — les aliments sont cuits sur des braises obtenues en brûlant du bois ou du charbon de bois ;
- les barbecues à gaz : les aliments sont cuits à l'aide de la combustion de gaz butane ou propane, directement ou à travers des pierres réfractaires ;
- les barbecues à fumée : la cuisson est réalisée dans une enceinte close où du bois se consume doucement en produisant de la fumée (la cuisson est obtenue par coagulation de l'albumine à des températures variant de 80 °C à 100 °C) ;
- les barbecues électriques ;
- les barbecues jetables, à usage unique ;
- le concept de cuisine de jardin introduit également des appareils de haut de gamme comportant de nombreuses fonctions ;
- les barbecues verticaux : ce type de barbecue a été amélioré par Raymond Garcia, inventeur français du système de retournement de gril pour le barbecue à cuisson verticale[7], nommé inventeur de l'année 2007 dans l'émission L'Inventeur de l'année sur M6 et médaille d'or au concours Lépine[8].

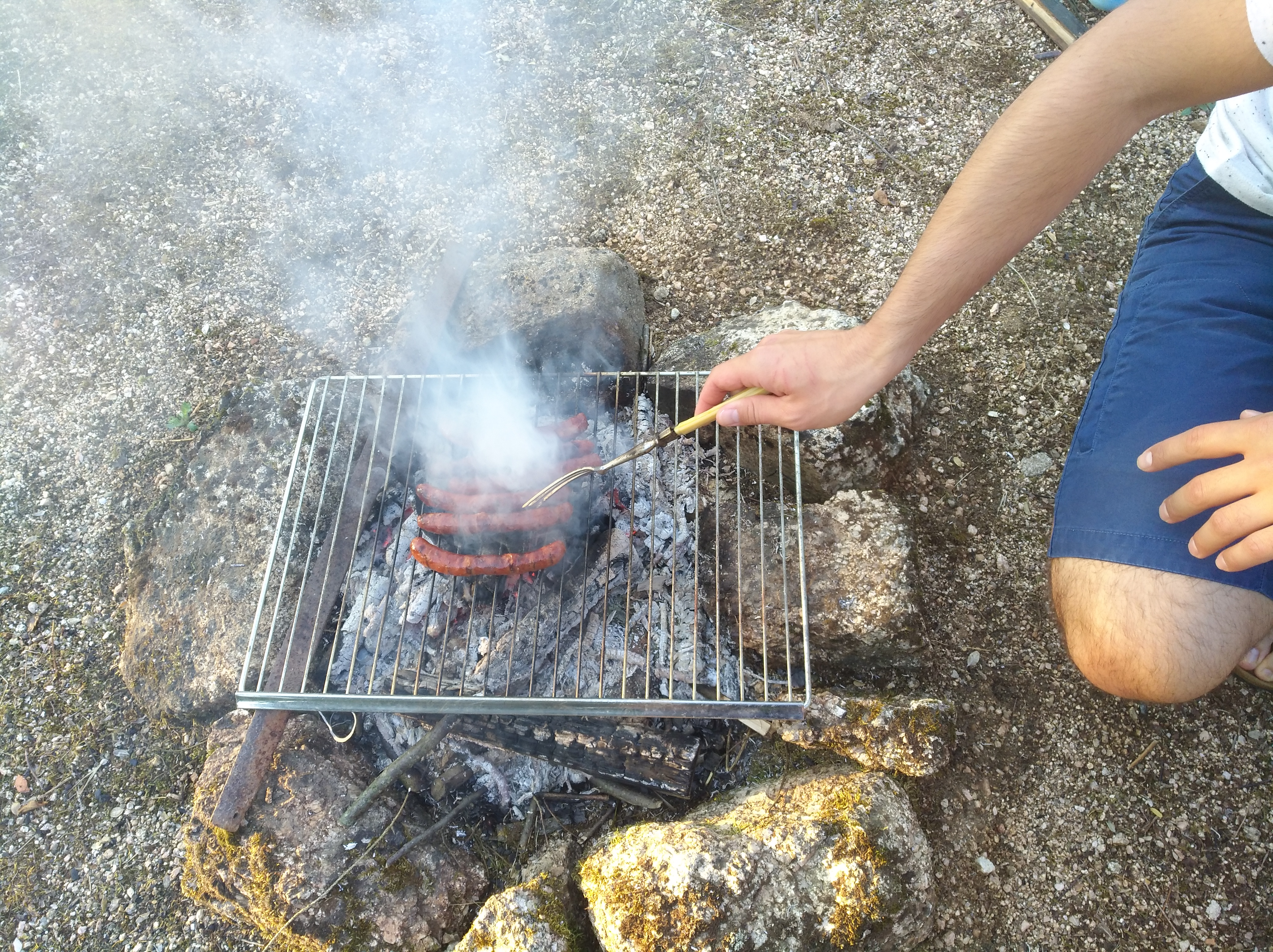
Barbecue artisanal, fait de pierres et d'une grille.
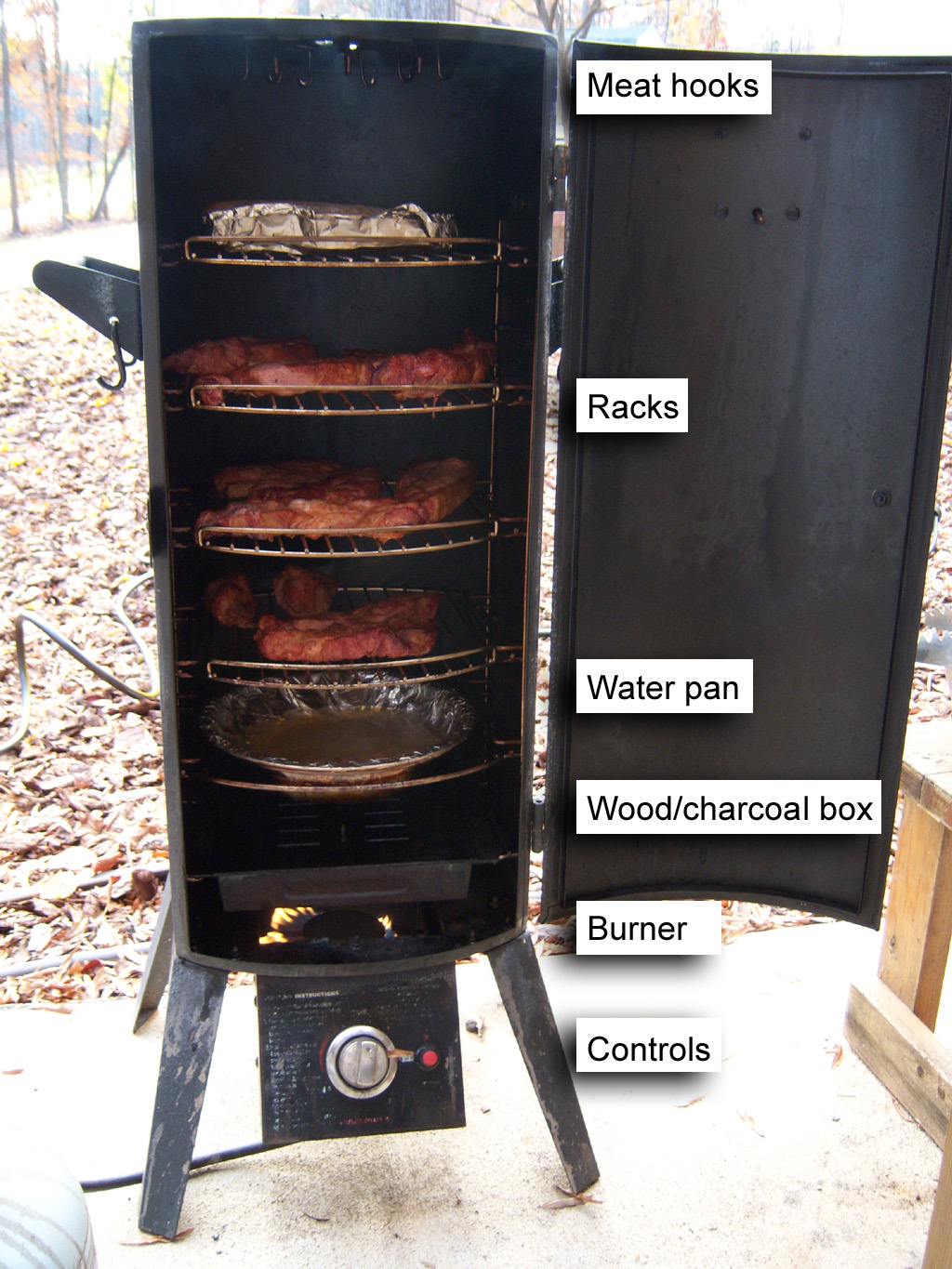
Barbecue au gaz.
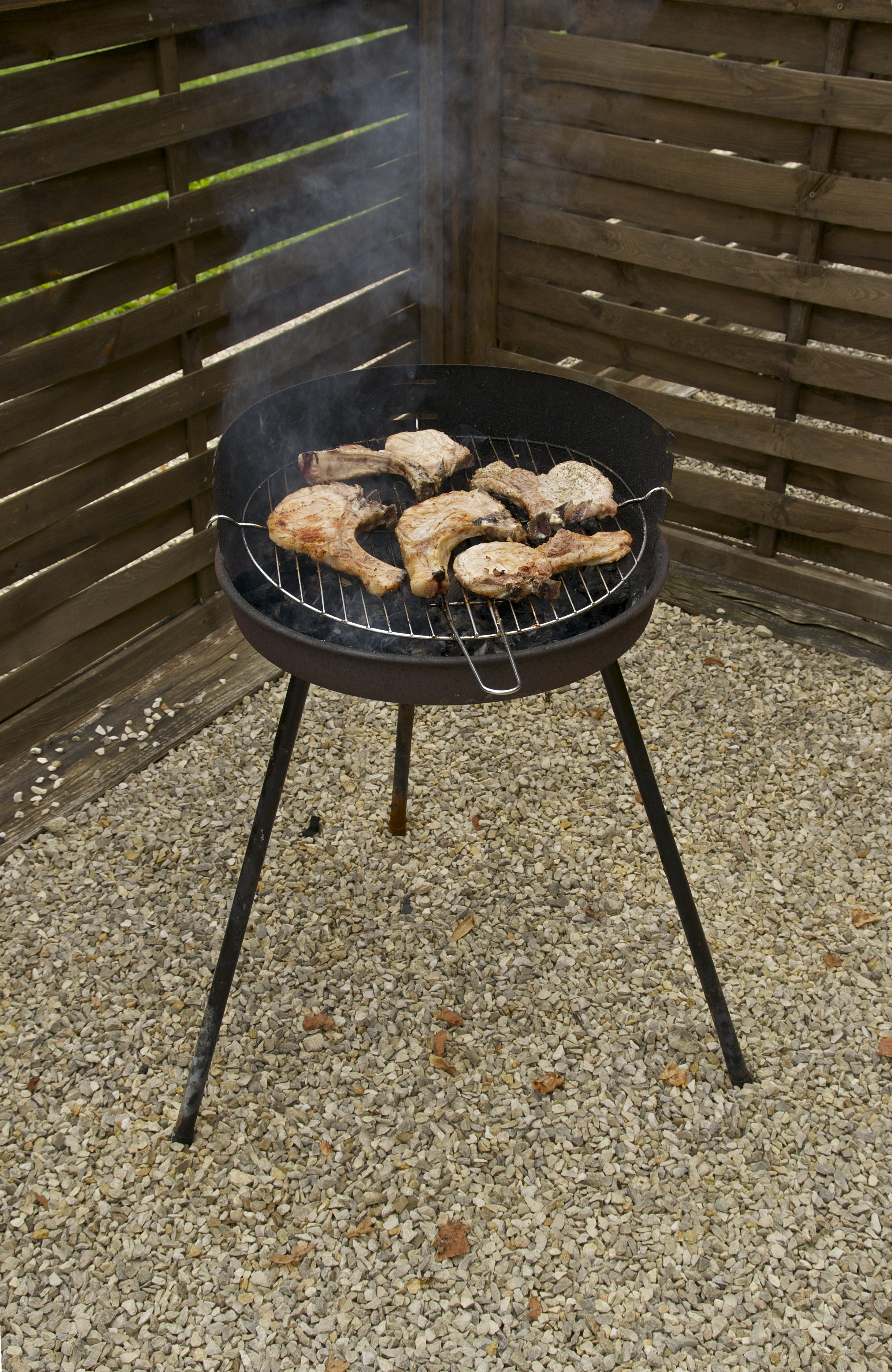
Barbecue à grilles classique.
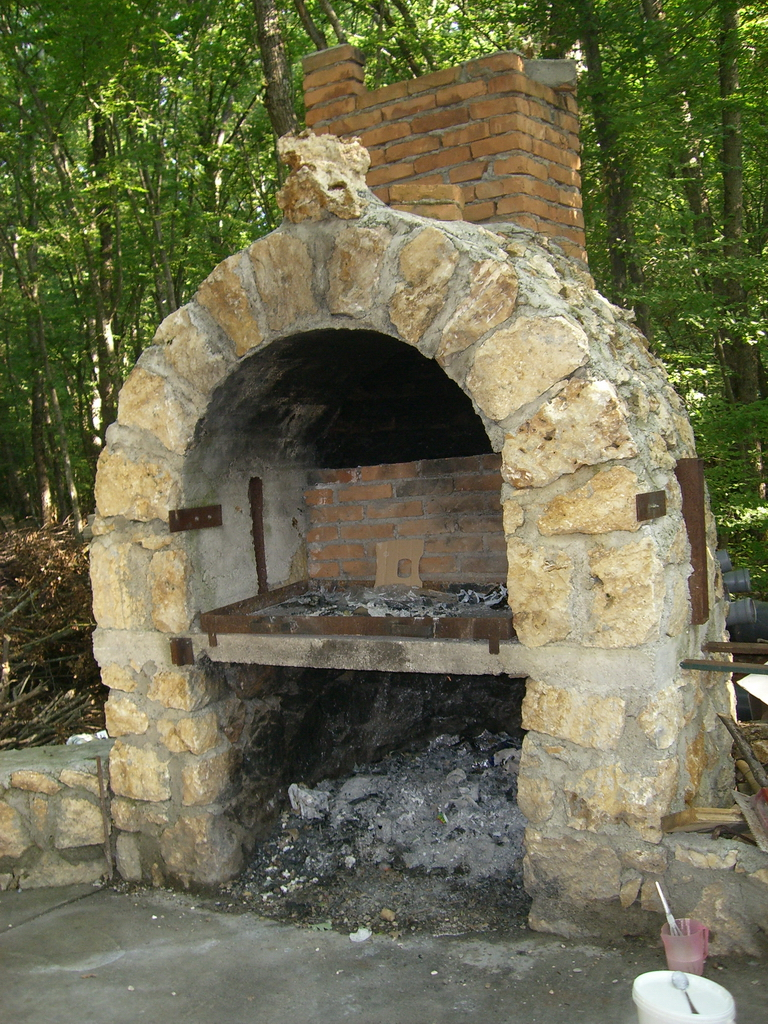
Barbecue en pierre.
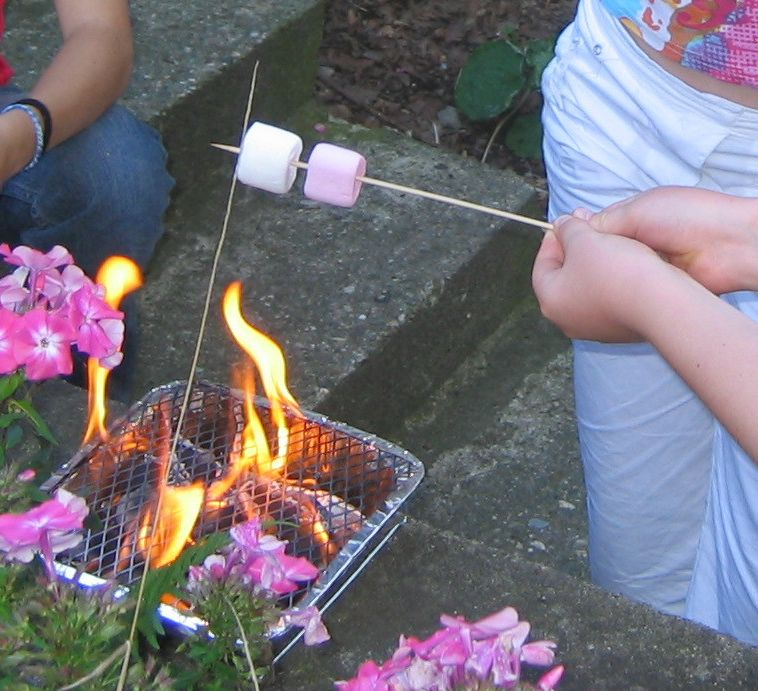
Barbecue à usage unique.

## Techniques d'allumage des barbecues à charbon de bois ou à bois
Les barbecues à gaz et électrique ne présentent aucune difficulté d'allumage, contrairement au barbecue à charbon de bois ou à bois. Plusieurs techniques peuvent être utilisées : papier journal (journal chiffonné, noué ou méthode du puits de combustion qui utilise par exemple une cheminée d'allumage), produit allume-feu (naturel : briquettes de charbon de bois solide, paraffine alimentaire, amadou ; chimique : liquide allume-feu, gel allume-feu sous forme de cubes, de pâte),, allume-barbecue électrique.

## Toxicité
La combustion incomplète des graisses animales au contact des flammes de charbon de bois génère des benzopyrènes réputés cancérigènes. Les concentrations en benzopyrène peuvent atteindre 10 μg/kg de viande. Un steak grillé peut ainsi contenir, en benzopyrène, l'équivalent de 600 cigarettes.
De plus, il est plus difficile de cuire les aliments à cœur ce qui rend le barbecue inadéquat pour éliminer les éventuels parasites, notamment dans la viande.

## Barbecues dans le monde

### Afrique du Sud
En Afrique du Sud, cette façon de cuire des aliments est appelé braai, et fait partie de l'« art de vivre » des Sud-Africains, notamment des blancs.

### Amérique du Nord

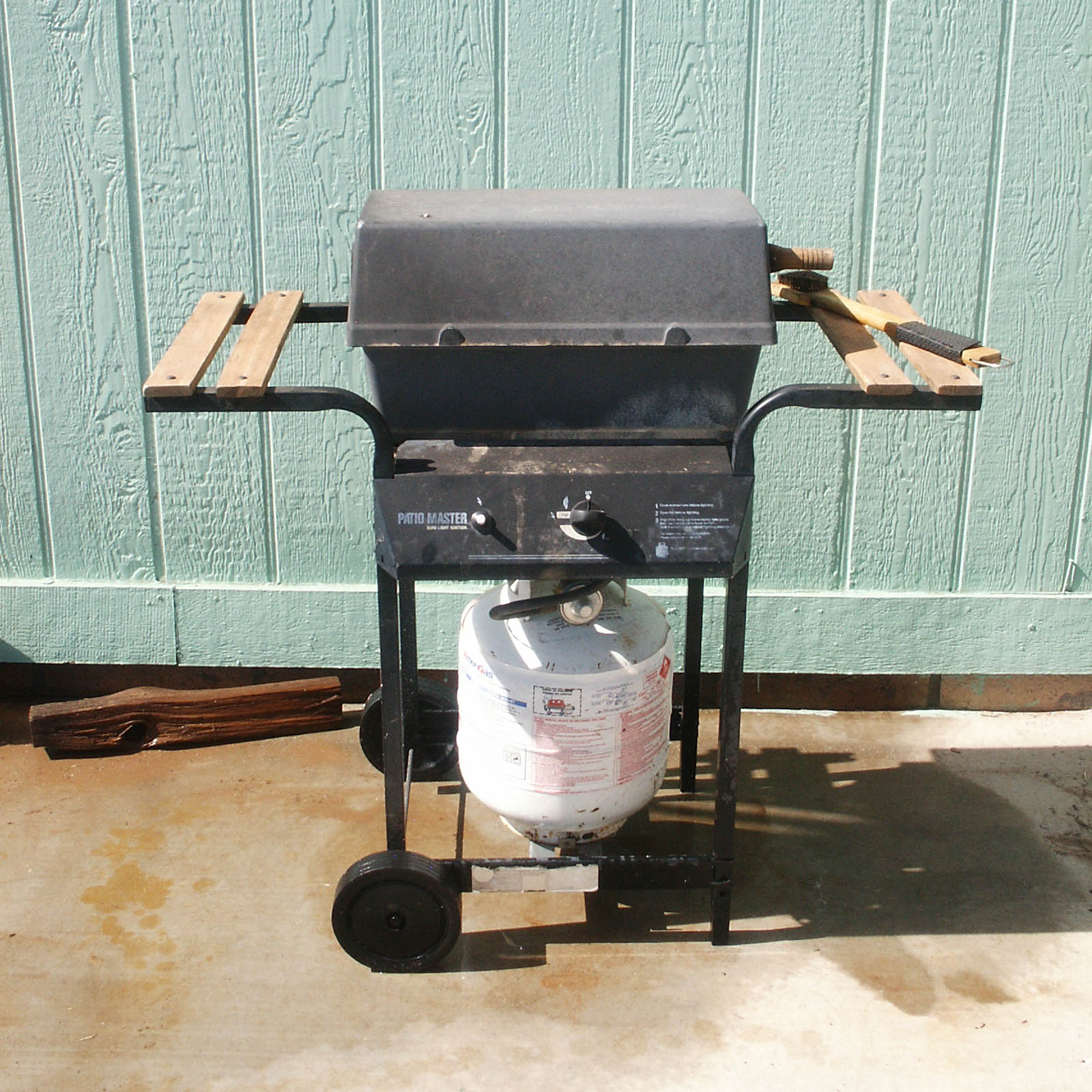
Barbecue au propane domestique à un seul brûleur alimenté par une bonbonne de.

Le barbecue est un appareil domestique typique des propriétaires de maison nord-américains. Environ 85 % des barbecue vendus sont alimentés au propane, qui provient généralement d'une bonbonne de 20 livres (9,1 kg).
Le barbecue y est associé à une certaine forme de culture masculine avec des figures de proue telles Steven Raichlen.

### Pays arabes
Dans les pays arabes, cette façon de cuire des aliments est appelée chouae et fait partie de l'« art de vivre » des Arabes, notamment des nomades et ruraux.

### Argentine

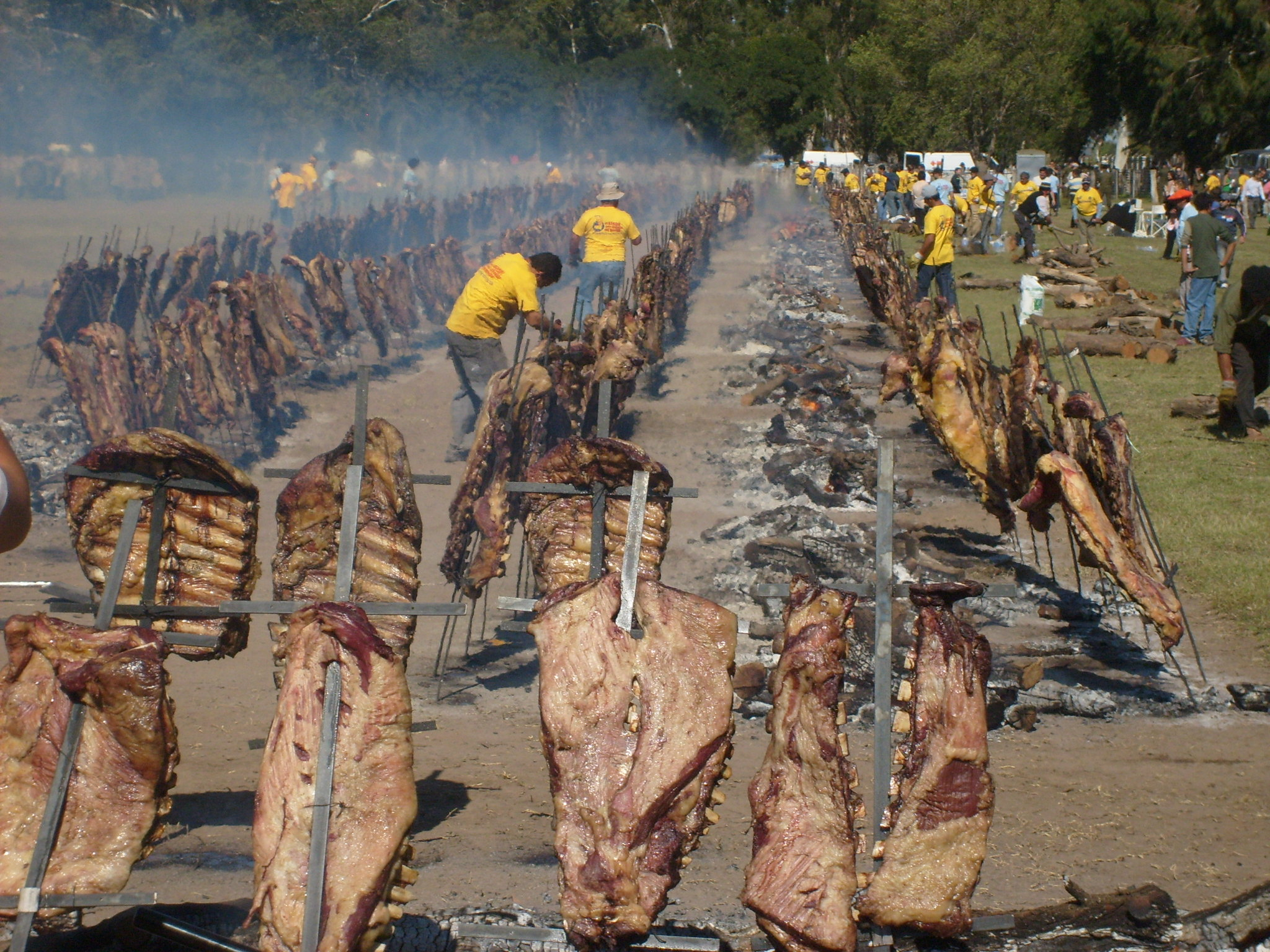
Barbecue préparé en Patagonie, Argentine.

L'Argentine est un pays où l'élevage bovin est très important ; la gastronomie liée à la viande de bœuf fait partie de la culture des Argentins, Uruguayens et des gauchos.

### Caucase
En Russie, dans le Caucase et en Asie centrale, le chachlyk est un art de vivre.

### France

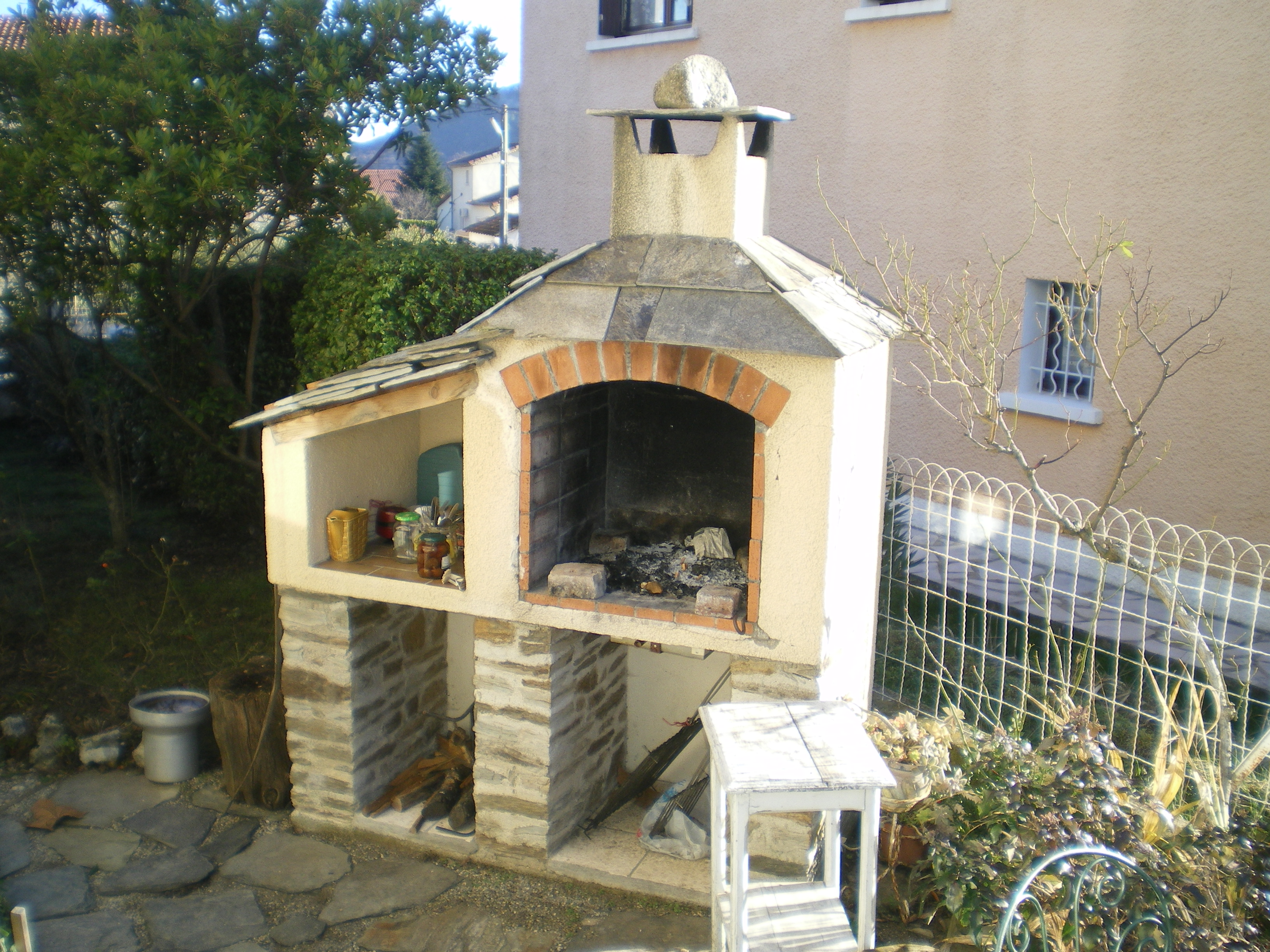
Barbecue cévenol.

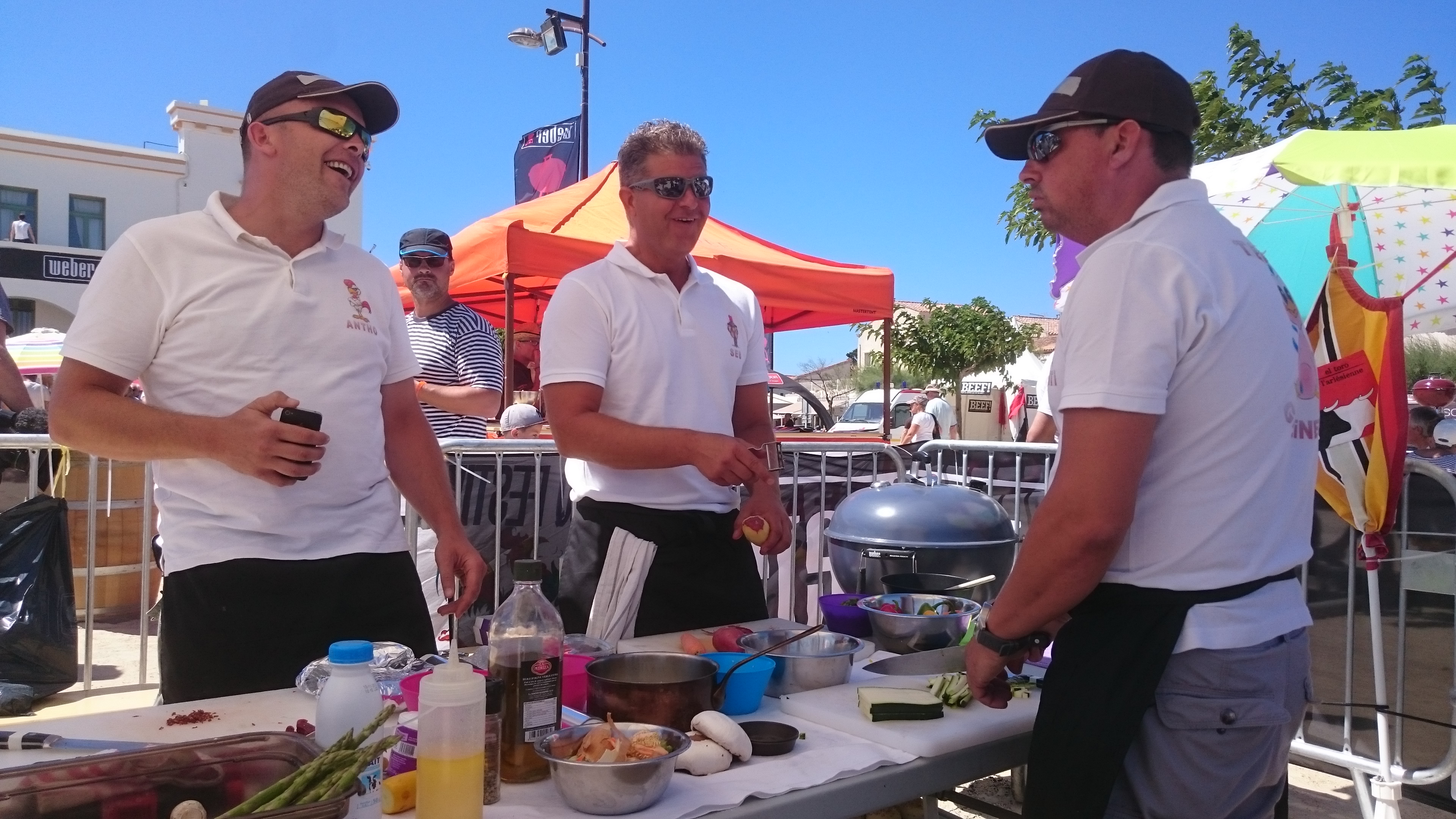
Championnat aux Saintes-Maries-de-la-Mer en 2015.

- Championnat de France de barbecue

Un championnat a été créé par la fédération française de cuisine en extérieur. Depuis 2013, il a lieu aux Saintes-Maries-de-la-Mer.

### Roumanie
Le barbecue à la roumaine ou gratar est un phénomène social roumain.
En Roumanie, la fête est toujours synonyme de repas, de nourriture… Faire un gratar est synonyme de fête.

### Sénégal
Au Sénégal, on a un art de griller la viande au feu de bois, qu'on appelle communément dibi. D'habitude, c'étaient les Maures qui faisaient cela.

### Turquie
Chez les Turcs, cette façon de cuire des aliments est appelé mangal, et fait partie de l'« art de vivre » des Turcs.

## Aliments à barbecue
- Brochettes
- Chipolatas et merguez
- Côtes et gigot d'agneau
- Poulet et lapin
- Camembert et munster
- Poisson
- Guimauve
- Mititei et côtelette de porc
- Chorizo
- Figatellu
- Côte de bœuf
- Entrecôte
- Faux-filet
- Rumsteck
- Boudin
- Sardine
- Andouillette
- Steak
- Aubergine, tomate, poivron, champignon ou courgette
- Côte de porc